# Bukadaban Feng
Bukadaban Feng (chiń. upr. 布喀达坂峰; chiń. trad. 布喀達坂峰; pinyin Bùkādábǎn Fēng), Xinqing Feng (chiń. 新青峰) – szczyt w Chinach, w górach Kunlun o wysokości 6860 m n.p.m. Najwyższy szczyt prowincji Qinghai.